# Dominique Sanda
  Dominique Sanda    (12è districte de París, 11 de març de 1951) Dominique Varaigne de nom complet Dominique Marie-Françoise Renée Varaigne.és una actriu i exmodel francesa.

## Biografia
Sanda, va néixer a París, fill de Lucienne (de soltera Pichon) i Gérard Varaigne.
La carrera cinematogràfica de Dominique Sanda és jalonada per gran noms : Vittorio De Sica, Luchino Visconti (apareix breument a Violence et passion), John Huston, Marguerite Duras, Jacques Demy. Va ser descoberta per Robert Bresson que li ofereix el seu primer paper (abans havia estat model). Va marcat el cinema dels anys 1970, passant del cinema francès al cinema italià o americà : L'home de Mackintosh, de John Huston amb Paul Newman i James Mason, Impossible object de John Frankenheimer, o bé Novecento, el fresc de Bertolucci en la qual interpreta el primer paper femení al si d'un repartiment que va de Gérard Depardieu i Robert De Niro a Donald Sutherland i Alida Valli passant per Burt Lancaster; O també Caboblanco, una pel·lícula amb Charles Bronson, o en el cinema d'autor més marginal (Navire night de Marguerite Duras), o el molt bonic i desconegut Utopia d'Iradj Azimi.
Va rebre el 1976 el premi d'interpretació femenina al Festival Internacional de Cinema de Canes per L'herència Ferramonti de Mauro Bolognini (amb Anthony Quinn) – destacar que el cinema italià li ha donat altres bonics papers : Bertolucci a Il Conformista, Vittorio De Sica a Il giardino dei Finzi Contini i Liliana Cavani a Al di là del bene e del male (una vida de Nietzsche en la qual encarna una sublim Lou Andreas-Salomé).

## Filmografia
- Une femme douce (1967)
- La note dei fiori (1970)
- Il Conformista (1970)
- Erste Liebe (1970)
- El jardí dels Finzi Contini (Il giardino dei Finzi Contini) (1970)
- Sans mobile apparent (1971)
- Story of a Love Story (1973)
- L'home de Mackintosh (The Mackintosh Man) (1973)
- Confidències (Gruppo di famiglia in un interno) (1974)
- Le berceau de cristal (1975)
- Steppenwolf (1974)
- Novecento (1976)
- L'herència Ferramonti (L'eredità Ferramonti)  (1976)
- Al di là del bene e del male (1977)
- Damnation Alley (1977)
- Utopia (1978)
- La Chanson de Roland (1978)
- Le Navire Night (1979)
- Le Voyage en douce (1980)
- Caboblanco (1980)
- La Naissance du jour (1980)
- The Wings of the Dove (1981)
- L'Indiscrétion (1982)
- Une chambre en ville (1982)
- Poussière d'empire (1983)
- Le Matelot 512 (1984)
- Corps et biens (1986)
- Le Lunghe ombre (1987)
- Les Mendiants (1988)
- Il Decimo clandestino (1989)
- In una notte di chiaro di luna (1989)
- Voyage of Terror: The Achille Lauro Affair (1990)
- Tolgo il disturbo (1990)
- Voglia di vivere (1990)
- Le Train (1990)
- I, the Worst of All (1990)
- Birth of a Golem (1991)
- Ils n'avaient pas rendez-vous (1991)
- El Viaje (1992)
- Rosenemil (1993)
- The Lucona Affair (1993)
- Der grüne Heinrich (1994)
- Guerriers et captives (1994)
- Brennendes Herz (1995)
- Joseph (1995)
- L'Univers de Jacques Demy (1995)
- Garage Olimpo (1999)
- Els rius de color porpra (Les Rivières pourpres) (2000)
- The Island of the Mapmaker's Wife (2001)
- Suster N (2007)

## Teatre
- 1993 Madame Klein de Nicolas Wright. Posada en escena Brigitte Jaques. Théâtre de la Commune a Aubervilliers.
- 1994/95 Le relazioni pericolose, de la novel·la de Laclos. Posada en escena Mario Monicelli. Gira per Itàlia.
- 1995 Madame Klein de N. Wright. Posada en escena B. Jaques. Gira per França, Bèlgica i Suïssa.
- 1995: Un mari idéal d'Oscar Wilde, Posada en escena Adrian Brine, Théâtre Antoine
- 1995 Carte blanche à Dominique Sanda ou voyage dans l'univers romantique de la poésie et de la musique. Posada en escena Michel de Maulne. Théâtre Molière - Maison de la Poésie de Paris.
- 1996 Prologue d'Œdipus rex d'Igor Stravinski. Posada en escena Bob Wilson. Théâtre du Châtelet.
- 1997 Un mari idéal de O. Wilde. Posada en escena A. Brine. Gira per França, Bèlgica i Suïssa.
- 1998 Donna del mare d'Henrik Ibsen. Adaptació Susan Sontag. Posada en escena Bob Wilson. Gira per Itàlia.
- 1999 Donna del mare d'Henrik Ibsen. Gira per Itàlia et França.
- 2002 Jeanne d'Arc au bûcher d'Arthur Honegger, text de Paul Claudel. Posada en escena Roberto Platé; director d'orquestra Reinaldo E. Censabella. Teatro Colon de Buenos Aires.
- 2002/03 Amleto de William Shakespeare. Posada en escena Federico Tiezzi. Gira per Itàlia.
- 2005 Le chant d'amour et de mort du cornette Christoph Rilke de Victor Ullmann. Text de Rainer Maria Rilke. Direcció Michel Pastore. Château de la Mignarde, Aix-en-Provence.
- 2006 "Misterio del ramo de rosas" de Manuel Puig. Posada en escena Luciano Suardi. Multiteatro de Buenos Aires.
- 2007 "Di tre colori e d'una dimensione" de Raffaele Curi. Posada en escena Raffaele Curi. Antico mercato del pesce degli ebrei al Circo Massimo, a Roma.

## Premis
- Premi a la interpretació femenina (Festival de Cannes) 1976.[3]

Condecoracions 
- Officier des Arts et des Lettres
- Chevalier de la Légion d'honneur
- Chevalier de l'Orde national du Mérite

## Vida privada
És la mare de Yann Marquand, nascut a París el 20 d'abril de 1972, de la seva unió amb l'actor i director Christian Marquand.
Es va casar a París el 8 de gener de 2000 amb Nicolae Cutzarida, un acadèmic d'origen romanès, pare de l'actor argentí Ivo Cutzarida, amb qui viu des de llavors a l'Argentina.